# Leopold Wołowicz

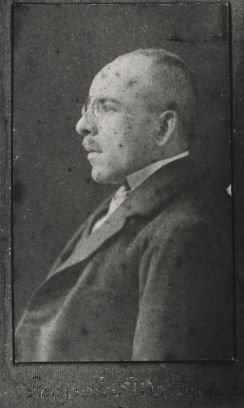
Leopold Wołowicz

Leopold Bronisław Wołowicz (ur. 29 lutego 1883 w Brodach, zm. 1931) – polski pedagog, profesor galicyjskich gimnazjów, jeden z pionierów polskiej psychoanalizy.

## Życiorys
Przez osiem lat kształcił się w K. K. Gimnazjum im. Rudolfa w Brodach z językiem niemieckim wykładowym, gdzie w 1902 zdał maturę. Studiował na Uniwersytecie Jana Kazimierza we Lwowie (1902–1906) i Uniwersytecie Wiedeńskim (1906/1907). W 1916 roku otrzymał tytuł doktora filozofii. Pracował w C. K. VI Gimnazjum we Lwowie (1905/1906), potem w Gimnazjum w Stanisławowie (1906/1907), C. K. IV Gimnazjum we Lwowie (1907–1911), gimnazjum w Mielcu (1911–1912), Stryju (1912–1914), Wiedniu (1914–1916). Podczas I wojny światowej w 1915 w Wiedniu został członkiem zarządu Polskiego Archiwum Wojennego. Od 1916 do 1921 był inspektorem szkół miejskich we Lwowie. Od 1921 profesor II Gimnazjum we Lwowie, uczył też w VIII Gimnazjum we Lwowie. Członek Polskiego Towarzystwa Filozoficznego od 1908 roku. Żonaty z Marią ze Zwisłockich.

## Wybrane prace
- Sensualizm w swym dziejowym rozwoju, 1905
- Pierwszy maja. Kurjer Stanisławowski 22 (1132), s. 1, 1907
- Józef Gołuchowski. Ateneum Polskie 4, s. 324-328, 1908
- Jeden z problematów psychoanalizy Freuda. Stryj, 1914
- O szkolnictwie. Polen 43 (22.10.1915)
- Die galizische polnische Mittelschule in der Kriegszeit. Polen, 1915
- Pitagoreizm dawniej a dziś. Przegląd Powszechny 34, 1917
- Problem lewostronności. Czasopismo Pedagogiczne 3/4, s. 295–303, 1917
- Niektóre problematy psychologiczne – u obcych. Kurjer Lwowski 34 (379), s. 3 (1.8.1916)
- Wpływ wojny na statystykę miasta Lwowa. Kurjer Lwowski 35 (116), s. 1 (9.3.1917)
- Przybrani rodzice wojenni (głos w sprawie dzieci). Kurjer Lwowski 35 (72), s. 1 (11.2.1917)
- Galicyjska średnia szkoła polska doby wojennej, 1917